# Frunse-Kaufhaus (Sankt Petersburg)

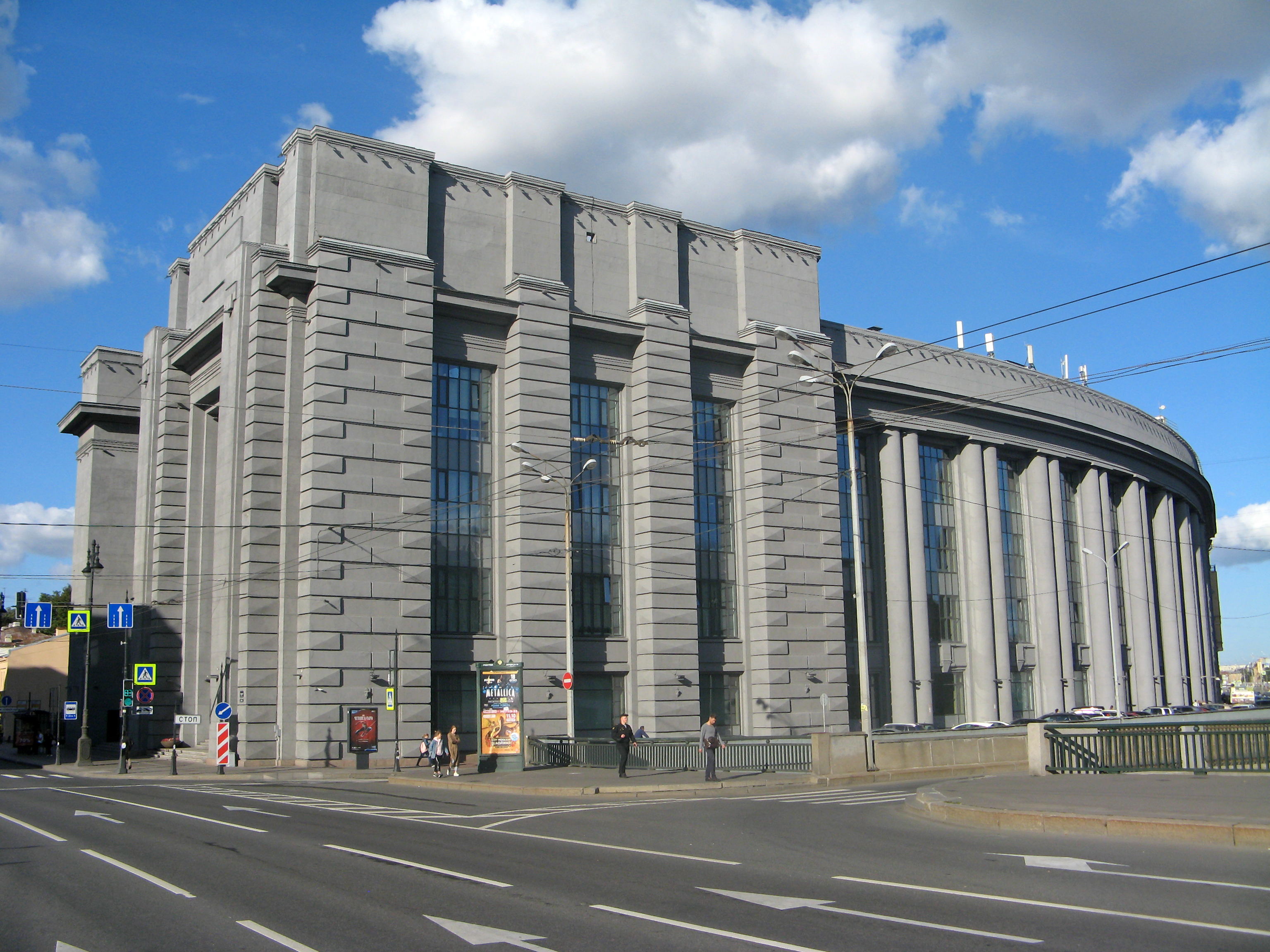
Frunse-Kaufhaus, 2018

Frunsenski uniwermag (russisch Фрунзенский универмаг, wiss. Transliteration Frunzenskij univermag, deutsch etwa Frunse-Kaufhaus) ist ein Gebäude und Architekturdenkmal in Sankt Petersburg in Russland.
Das Gebäude wurde von 1934 bis 1938 im Baustil des Übergangs vom Konstruktivismus zum Sozialistischen Klassizismus am Obwodny-Kanal errichtet und ist ein prägendes Gebäude der Sankt Petersburger Innenstadt. Es besteht aus zwei verbundenen Baukörpern: einem wuchtigen rechtwinkligen Eckgebäude und einem langgestreckten, leicht konvex gebauten Flügel, der der Kanalbiegung folgt. Mit dem Haus der Sowjets und dem Pelzpalast gehört das Frunse-Kaufhaus zu einem geplanten monumentalen Ensemble am Moskowski-Prospekt. Die  Architekten waren Jewgenij Katonin, Leontij Katonin, Jewgenij Sokolow und K. Ioganson.
Das Gebäude wurde ab 1938 als Kaufhaus genutzt. Bombenangriffe beschädigten das Gebäude 1942 schwer, aber trotz der Kriegszeiten wurde das Frunsenski uniwermag restauriert und im Sommer 1944 erneut als Kaufhaus eröffnet. Nach einem Brand 1988, bei dem das Gebäude im Inneren zu großen Teilen irreparabel zerstört wurde, erfolgte 1992 ein teilweiser Wiederaufbau und ab 1998 eine partielle Nutzung als Kaufhaus. Ab 2007 stand das Gebäude leer – wechselnde Eigentümer hatten verschiedene Nutzungspläne. Ab 2014 wurde das Gebäude im Inneren vollsaniert und in mietbare Büroflächen umgestaltet und im September 2015 als Geschäftsgebäude neueröffnet. Zuvor wurde der Originalzustand der Außenfassade aus dem Jahr 1938 unter Mitwirkung der staatlichen Restauratoren von Sankt Petersburg durch den erneuten Auftrag des bei der Erbauung verwendeten dunkelgrauen Terrazzo-Putzes wiederhergestellt.
Das Sankt Petersburger Komitee für die staatliche Inspektion und den Schutz von historischen und kulturellen Denkmälern nahm 2001 das Frunsenski uniwermag vorübergehenden in die Liste neu identifizierter Kulturgüter auf und stellte später die Fassade als architektonisches Dokument des Übergangs vom Konstruktivismus zum stalinistischen Neoklassizismus unter Schutz. Seit 2015 ist der gesamte Gebäudekomplex Architekturdenkmal.